# サラーキア
サラーキア（ラテン語: Salacia）は、ローマ神話の女神で、ネプトゥーヌスの妻にあたる。
ギリシア神話のアムピトリーテーと同一視され、トリートーンの母といわれる。
元々サラーキアは泉から湧き出る水の精霊であったが、ネプトゥーヌスがポセイドーンと同化し、その性質が変わった様に、サラーキアの性質も変化した。また、彼女の名をサラーキタース（salacitas, 淫乱）に結びつけて、娼婦の守護神とする説もある。
小惑星サラキアはサラーキアにちなんで名付けられた。